# Heterolocha marginata
Heterolocha marginata är en fjärilsart som beskrevs av Alfred Ernest Wileman 1910. Heterolocha marginata ingår i släktet Heterolocha och familjen mätare. Inga underarter finns listade i Catalogue of Life.

## Bildgalleri

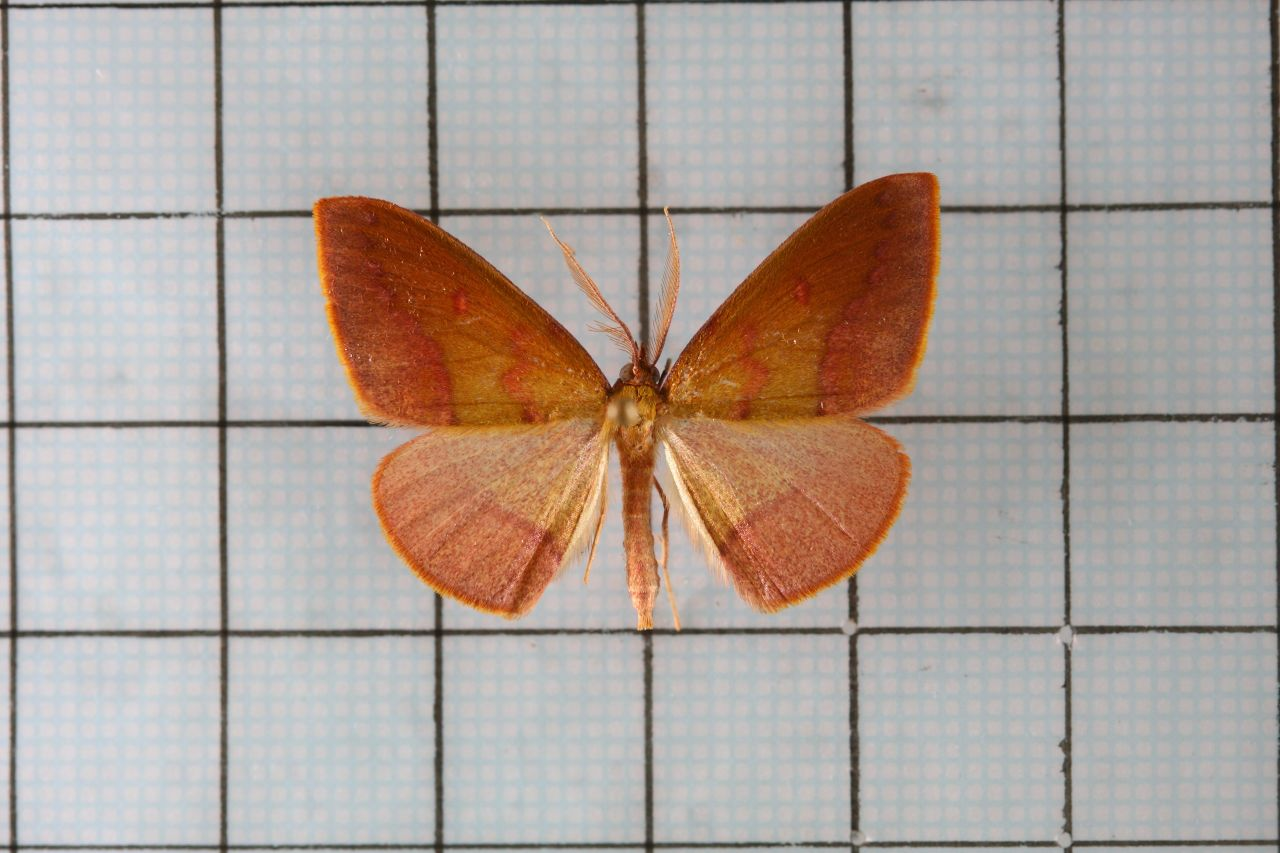
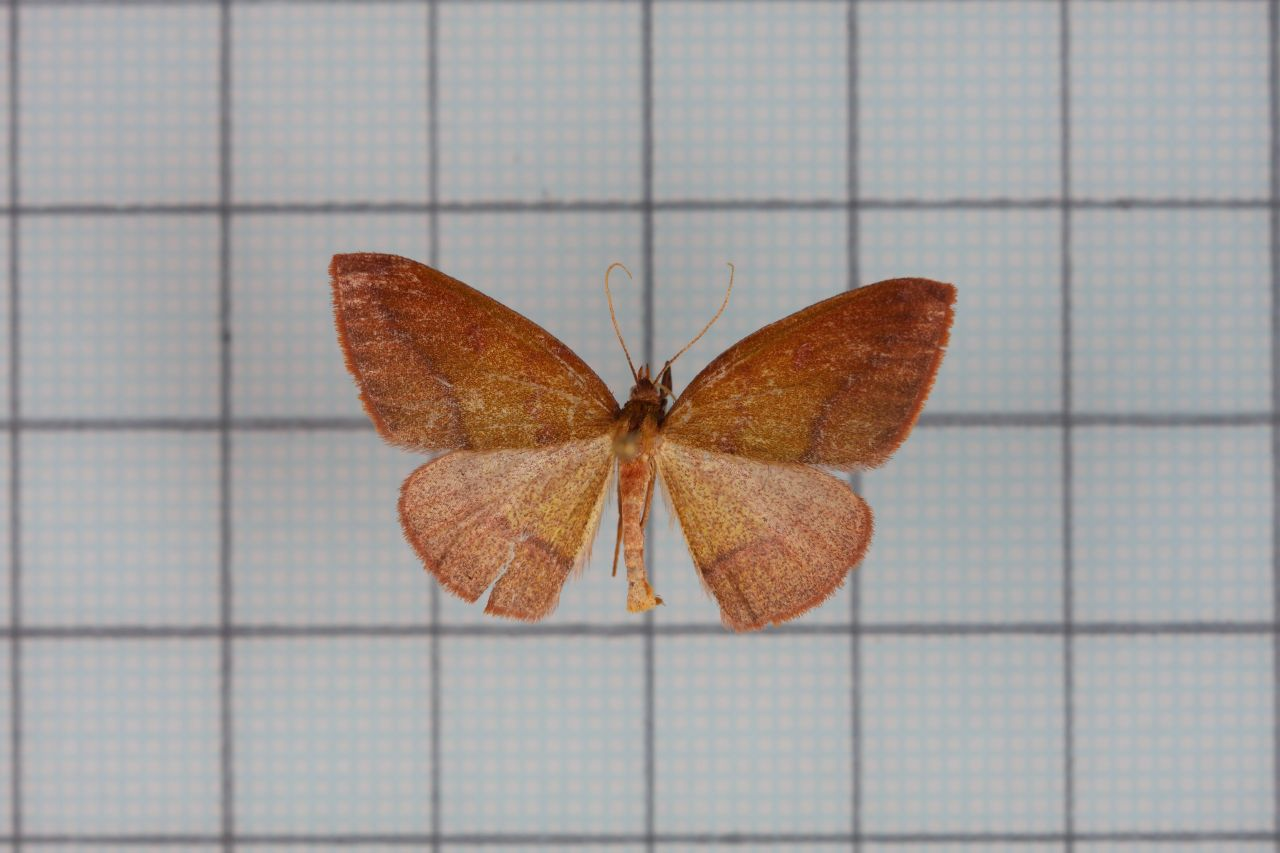
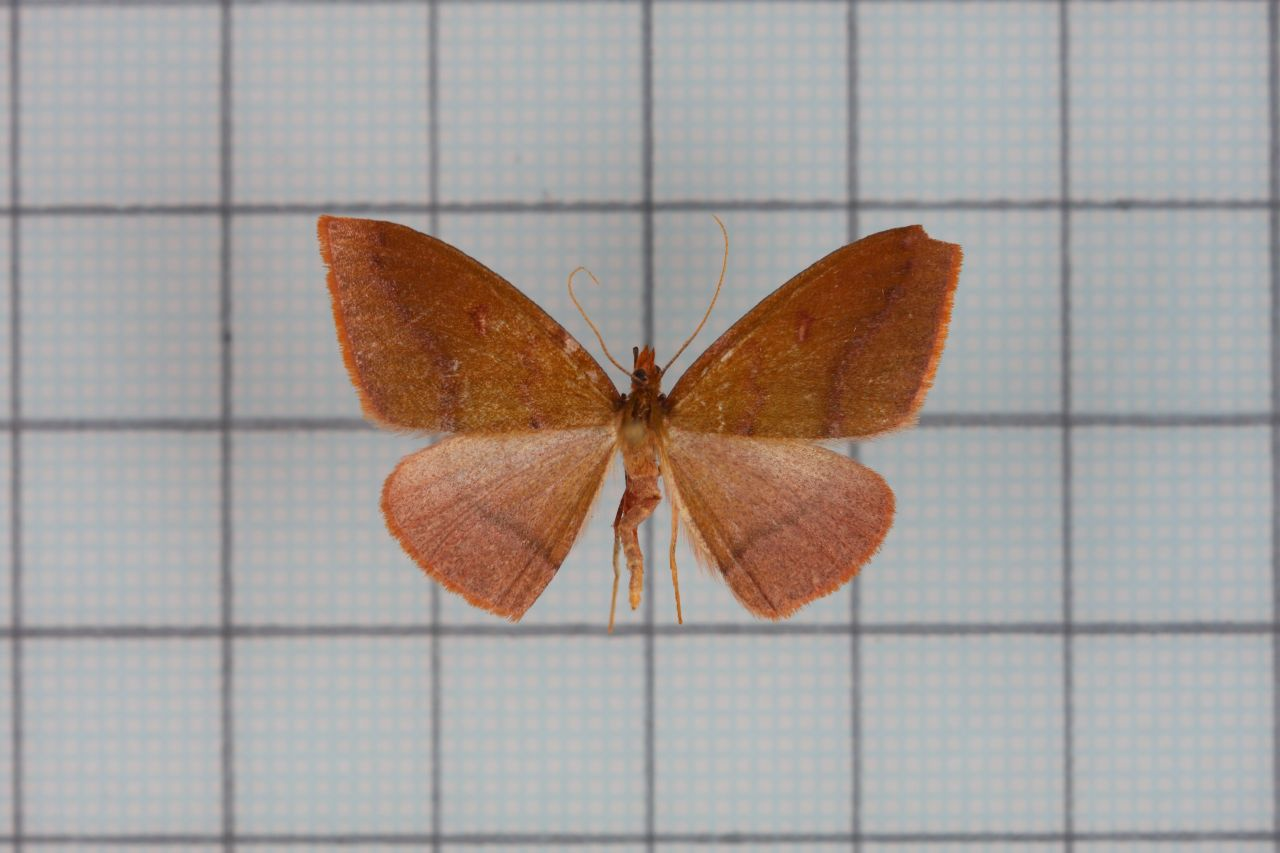